# Francesco Vitucci
Francesco Vitucci (nacido el 5 de abril de 1963 en Venecia, Italia) es un entrenador italiano de baloncesto. Actualmente dirige al Universo Treviso Basket de la Lega Basket Serie A.

## Trayectoria como entrenador
Vitucci comenzó su carrera como entrenador en el club de su ciudad natal, el equipo juvenil del Reyer Venezia, y al mismo tiempo fue entrenador asistente durante siete años en la selección absoluta de Venecia. Más tarde se convirtió en el entrenador en jefe del equipo y logró el ascenso a la Serie A en 1996.
Tras la quiebra del club pasó a Andrea Costa Imola al que dirigió en la Copa Korać y la Copa Saporta.
En 2003 se convirtió en entrenador asistente del Benetton Treviso y permaneció durante siete años.
En 2010, Scandone Avellino le ofreció el banquillo como entrenador en jefe durante las dos próximas temporadas en la Serie A en lugar de Cesare Pancotto. 
El 7 de junio de 2012, Vitucci se convirtió en el entrenador del Pallacanestro Varese de la Lega Basket Serie A, firmando un contrato por dos temporadas. Varese ganó la temporada regular 2012-13 con 46 puntos (23 victorias y 7 derrotas), pero en los playoffs fue eliminados por Montepaschi Siena (4-3 en la serie) en las semifinales. Vitucci fue nombrado como mejor entrenador del año y llegando hasta las semifinales de la Serie A.
En julio de 2013 dejó Pallacanestro Varese y regresó a Scandone Avellino de la Lega Basket Serie A, firmando un contrato por dos temporadas más.
En diciembre de 2015 se convirtió en el entrenador del Auxulium Torino de la Lega Basket Serie A. 
El 14 de diciembre de 2017, Vitucci se convirtió en entrenador del New Basket Brindisi de la Lega Basket Serie A.
El 2 de junio de 2023, firma con Universo Treviso de la Lega Basket Serie A.

## Clubs como entrenador
- 1986–1994: Reyer Venezia Mestre (Asistente)
- 1994–1996: Reyer Venezia Mestre
- 1996–2001: Andrea Costa Imola
- 2001–2007: Pallacanestro Treviso (Asistente)
- 2007: Pallacanestro Treviso
- 2007–2009: Pallacanestro Treviso (Asistente)
- 2010–2012:	Scandone Avellino
- 2012–2013:	Pallacanestro Varese
- 2013–2015:	Scandone Avellino
- 2015–2017:	Auxulium Torino
- 2017–2023:	New Basket Brindisi
- 2023–presente: Universo Treviso